# Ökumenisches Institut Bossey

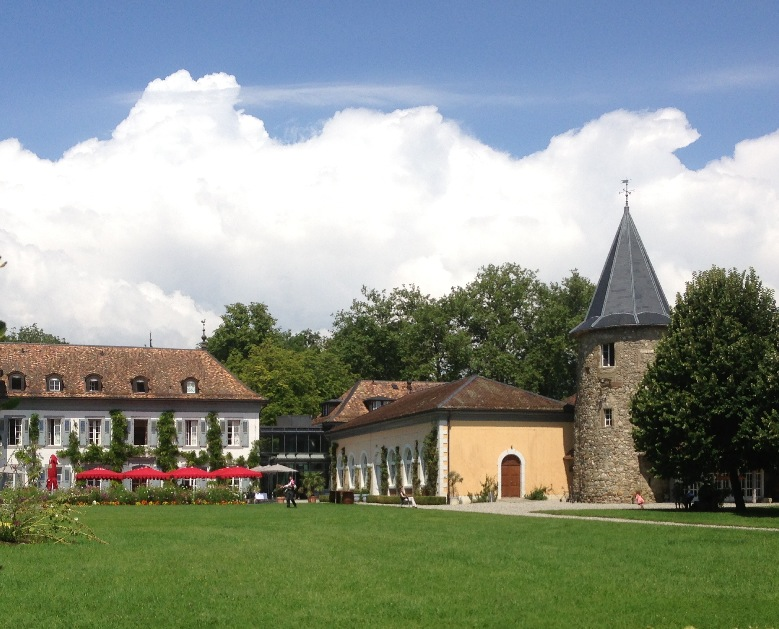
Château de Bossey

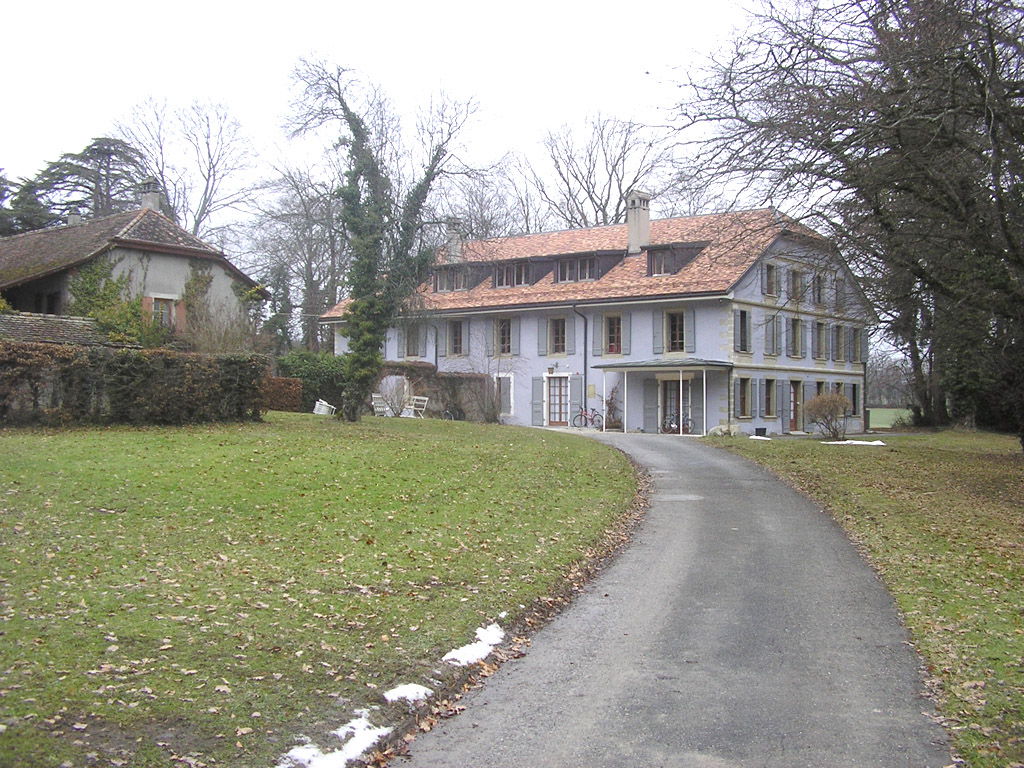
Studentenwohnheim Petit Bossey

Das Ökumenische Institut Bossey (französisch: Institut oecuménique de Bossey) ist eine Ausbildungseinrichtung des Ökumenischen Rats der Kirchen in Bogis-Bossey (Schweiz). Da Studierende aus aller Welt und aus verschiedenen konfessionellen Traditionen hier als Lebens- und Lerngemeinschaft zusammenkommen, wird das Institut auch als „ökumenisches Labor“ bezeichnet.

## Geschichte
Das Institut geht auf ökumenische Sommerkurse zurück, die zwischen 1934 und 1938 in Genf von Adolf Keller organisiert wurden. Es wurde im Oktober 1946 auf Initiative von Willem Adolf Visser ’t Hooft gegründet, nachdem mit Hilfe einer Millionenspende von John D. Rockefeller, Jr. das Château de Bossey erworben werden konnte. Visser ’t Hooft bezeichnete als Kern des Programms: die Bibel, die Welt, die weltweite Kirche. Hendrik Kraemer und Suzanne de Dietrich waren das erste Leitungsteam. In der Nachkriegssituation bot Bossey dreimonatige Ethikkurse für christliche Laien, Jugendgruppenleiter und Christen in bestimmten Berufsgruppen (z. B. Lehrer, Ärzte, Gewerkschaftsführer) an. Man achtete auf eine gemischt-konfessionelle Zusammensetzung der Kurse. Seit 1952 ist das Institut an die Evangelisch-Theologische Fakultät der Universität Genf angegliedert, und es wird einmal jährlich ein viermonatiges ökumenisches Studienprogramm angeboten. 
Die jeweilige Leitung prägte die inhaltliche Ausrichtung des Studienangebots. In den 1960er und 1970er Jahren setzte der griechisch-orthodoxe Theologe Nikos Nissiotis einen ostkirchlichen und interdisziplinären Akzent. Der kenianische Anglikaner John Mbiti betonte den Austausch von Theologen verschiedener Kontinente und das interreligiöse Gespräch.
Bei seinem Besuch beim Ökumenischen Rat der Kirchen in Genf nahm Papst Franziskus am 22. Juni 2018 an einem Gottesdienst und einem Vortrag mit Diskussion in Bossey teil.

## Direktoren
- 1948–1955: Hendrik Kraemer (meist vertreten von Suzanne de Dietrich)
- 1955–1966: Hans-Heinrich Wolf
- 1966–1974: Nikos Nissiotis
- 1974–1980: John Mbiti
- 1978–1983: Karl Hertz
- 1983–1989: Adriaan Geense
- 1989–1990: Samuel Amirtham
- 1990–1997: Jacques Nicole
- 1997–2001: Heidi Hadsell
- 2001–2022: Ioan Sauca[4]

## Heutige Situation
Das Institut bietet Geistlichen und Laien aus aller Welt die Möglichkeit, Ökumenische Theologie, Missiologie und Sozialethik zu studieren. Es ist organisatorisch der Universität Genf angegliedert. Der Campus beherbergt die Bibliothek des Ökumenischen Rats der Kirchen (100.000 Bücher und 900 Fachzeitschriften).
Seit 2000 entwickelte Bossey gemeinsam mit der Universität Genf Master- und Doktorandenstudiengänge. Seit 2011 erhalten Absolventen des Programms von Bossey ein anerkanntes Zertifikat der Universität Genf:
- Complementary Certificate in Ecumenical Studies (Studierende an anerkannten Hochschulen);
- Certificate of Advanced Studies in Ecumenical Studies (Studierende an nicht-anerkannten Hochschulen).